# Боб Фленаган
Боб Фленаган (англ. Bob Flanagan; 27 грудня 1952 — 4 січня 1996) — американський письменник, поет, музикант, художник, комік. Працював з комедійною трупою The Groundlings.

## Біографія
Народився в Нью-Йорку, ріс в Глендейлі, Каліфорнія, де вивчав літературу. Переїхав до Лос-Анджелесу в 1976 році. У 1978, Боб видав свою першу книгу, The Kid Is A Man. Фленаган народився з кістозним фіброзом, тому він використовував БДСМ, щоб перетворювати свою біль в задоволення, а його в свою чергу в мистецтво. Його старша сестра, Патрісія, померла від кістозного фіброзу в 1979 році у віці 21 року.
Про Фленагана знятий документальний фільм SICK: The Life & Death of Bob Flanagan, Supermasochist (1997, режисер Кірбі Дік).
Мабуть, сама знаменита робота Фленагана — кліп Nine Inch Nails Happiness in Slavery, який був заборонений до показу, за сцену, де Фленаган дав розірвати себе на частини, як раб машини.
В 1993 Фленаган з'явився в кліпі Danzig It 's Coming Down. У повній версії відео він вбиває цвях в головку свого члена перед тим, як помочитися. Він також зіграв невелику роль у кліпі Godflesh Crush my Soul (режисер Андрес Серрано), де дружина Шері Троянд підвішує його до стелі.
4 січня 1996 у віці 43 років він помер від кістозного фіброзу.

## Фільмографія
- 1992 — Broken/Broken Movie
- 1994 — Нова ера/ The New Age
- 1997 — Closure
- 1997 — Sick: The Life & Death of Bob Flanagan, Supermasochist